# Human Giant
Human Giant es un programa de sketches cómicos de MTV, protagonizada por los escritores/intérpretes Aziz Ansari, Rob Huebel, Paul Scheer y dirigido principalmente por Jason Woliner.
El show ha completado dos temporadas. El estado de una tercera temporada es desconocido. En las entrevistas, el grupo ha mencionado que se les ofreció una tercera temporada por MTV, pero no pudieron completarlo debido a los compromisos de Ansari al nuevo programa de la NBCParks and Recreation. Sin embargo, el grupo ha declarado que MTV ha dejado la puerta abierta para que el grupo completo de una tercera temporada en una fecha posterior o de producir una especial para la red.
En noviembre de 2008, The Hollywood Reporter señaló que el grupo está actualmente desarrollando un largometraje con Red Hour Films, la compañía de producción dirigida por Ben Stiller y el productor Stuart Cornfeld.

## Premisa
El espectáculo, que se estrenó el 5 de abril de 2007, se compone de breves vídeos de humor. Algunos de ellos se vieron por primera vez en línea, como "Shutterbugs", como parte de Canal 101 New York, "Clell Tickle: Indie Marketing Guru", "The Illusionators" entre otras. Human Giant también ha ganado una gran audiencia en la escena de la comedia de Nueva York a través de shows en vivo en el Upright Citizens Brigade y su show de comedia semanal, Crash Test.

## Cameos

### Primera temporada
H. Jon Benjamin, Brian Posehn, Patton Oswalt, Jon Glaser, Rob Riggle, Jay Johnston, Matt Walsh, Ghostface Killah, Mary Lynn Rajskub, Kristen Schaal, Bobb'e J. Thompson, Nichole Hiltz, June Raphael, Casey Wilson, Andy Blitz, Nick Swardson, Tapes 'n Tapes, Ted Leo, Devendra Banhart, Jonah Hill, Nick Kroll y Linda Cardellini.

### Segunda temporada
Will Arnett, David Cross, Brian Posehn, H. Jon Benjamin, Jon Glaser, Rob Riggle, Bobb'e J. Thompson, Michael K. Williams, Fred Armisen, Bill Hader, A.D. Miles, Andy Blitz, Matt Walsh, Brian Stack, y Andy Samberg.

## Maratón de 24 horas
El elenco de Human Giant hizo una maratón al aire en MTV y MTV2 durante un periodo de veinticuatro horas entre el mediodía del Viernes 18 de mayo de 2007, hasta el mediodía del sábado 19 de mayo de 2007, transmitiendo desde el estudio de MTV de Times Square, tiempo durante el cual se les dio rienda suelta para realizar parodias, trajeran invitados, etc. La aparente razón de la maratón era de que su show tendría una segunda temporada si conseguían un millón de visitas en su página web (lo cual se logró) durante ese tiempo. Invitados famosos pasaron por el especial, incluido Albert Hammond Jr., Fred Armisen, Bill Hader, Andy Samberg y Jorma Taccone de Saturday Night Live, Will Arnett, Michael Cera de Arrested Development, John Krasinski, Bob Odenkirk, Michael Showalter, Kristen Schaal, Eugene Mirman , Ted Leo, Corn Mo, Todd Barry, Zach Galifianakis, Morningwood, Mastodon, Tapes 'n Tapes, The National, Tegan and Sara entre otros.

## DVD
La primera temporada de Human Giant en DVD fue lanzado el 4 de marzo de 2008, una semana antes de la segunda temporada estreno el 11 de marzo. Fue lanzado en dos discos. El disco uno cuenta con los ocho episodios y pistas de comentarios en todos los episodios con invitados especiales llamados o con el elenco en la sala de comentarios. El disco dos tiene características sobresalientes de la maratón de 24 horas, material eliminado y escenas alternativas, el croquis de las Naciones Unidas-al aire, el pre-estreno para la segunda temporada, el metraje con Aziz, Rob y Paul, y un clip de la compilación.